# Epilohmannia flagellifer
Epilohmannia flagellifer är en kvalsterart som beskrevs av Sandór Mahunka 1987. Epilohmannia flagellifer ingår i släktet Epilohmannia och familjen Epilohmanniidae. Inga underarter finns listade i Catalogue of Life.